# Tetjoesji
Tetjoesji (Russisch: Тетюши, Tataars: Тәтеш of Täteş) is een stad in de Russische autonome republiek Tatarije. De stad ligt de oever van het Koejbysjevstuwmeer, 180 km ten zuiden van Kazan.
Tetjoesji werd gesticht in de 1578, en noemde toen Tetjoesjskaja zastava (Тетюшская застава). Tetjoesji kreeg de status van stad in 1781.

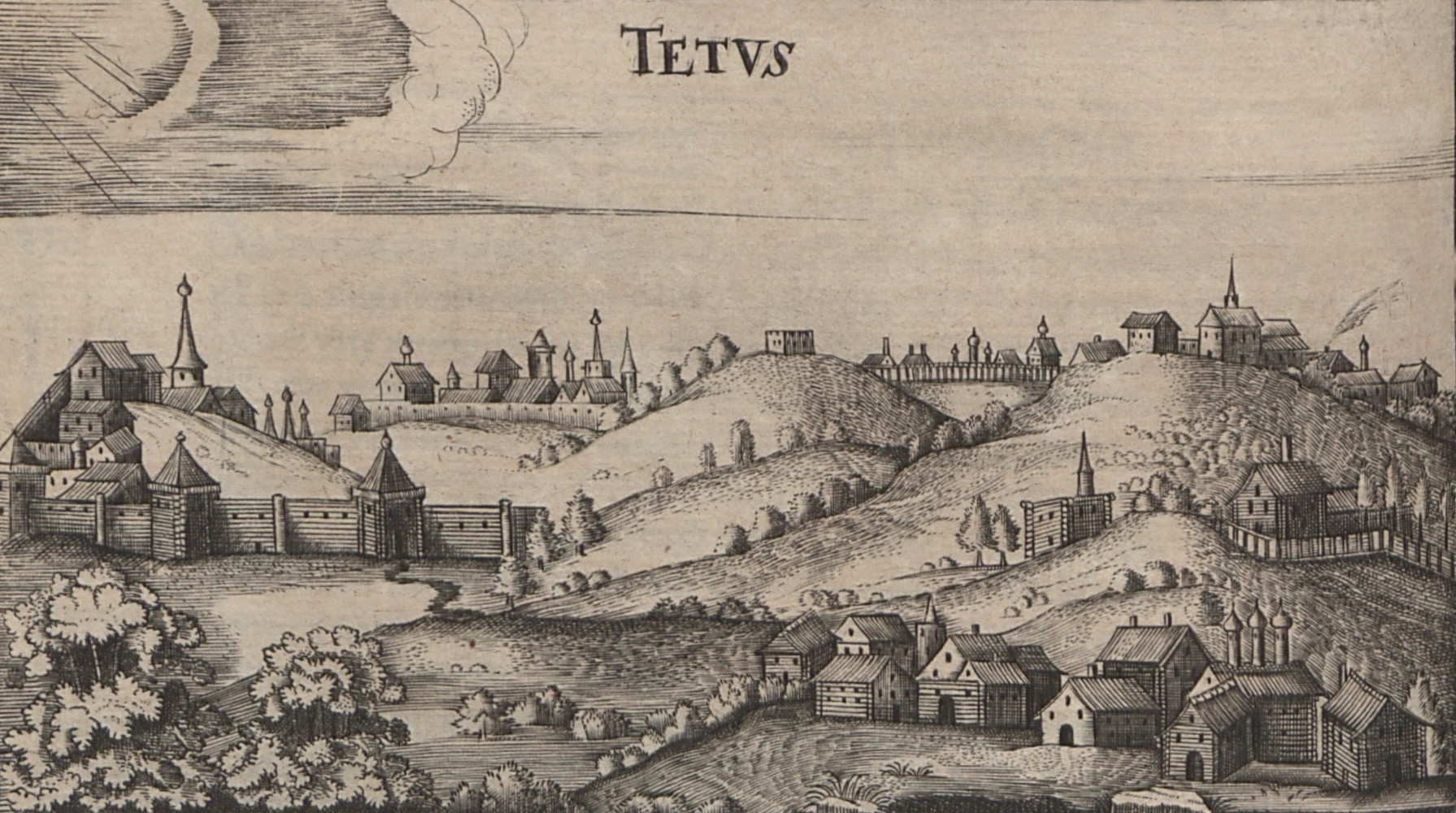
Tetjoesji (Tetus) door Adam Olearius (17e eeuw)

| 1897  | 1926  | 1939  | 1959  | 1979   | 1989   | 2002   |
| ----- | ----- | ----- | ----- | ------ | ------ | ------ |
| 4.754 | 4.800 | 8.600 | 7.900 | 10.200 | 10.487 | 11.931 |

Bestuurlijk centrum: Kazan

Agryz · Almetjevsk · Aznakajevo · Bavly · Boegoelma · Boeinsk · Bolgar · Jelaboega · Laisjevo · Leninogorsk · Mamadysj · Mendelejevsk · Menzelinsk · Naberezjnye Tsjelny · Nizjnekamsk · Noerlat · Tetjoesji · Tsjistopol · Zainsk · Zelenodolsk